# Vânători-Neamț
Vânători-Neamț falu Romániában, Moldvában, Neamț megyében.

## Fekvése
Németvásár szomszédjában fekvő település.

## Nevezetességek
- A falunak 19. századból való fatemploma van, de figyelemre méltó népi lakóház-építészete is.
- Mihail Sadoveanu-emlékmúzeum (Muzeul Memorial Mihail Sadoveanu).

## Itt születtek, itt éltek
- Mihail Sadoveanu (1880–1961) író, a realista regényírás kiemelkedő mestere életének utolsó évtizedében e kis faluban élt és dolgozott.